# Dane Ingham
Dane Ingham (ur. 8 czerwca 1999 w Lismore, Australia) – nowozelandzki piłkarz pochodzenia samoańskiego grający na pozycji obrońcy. Od 2017 roku jest zawodnikiem australijskiego klubu Brisbane Roar.

## Życiorys
W reprezentacji Nowej Zelandii zadebiutował 28 marca 2017 w wygranym 2:0 meczu z Fidżi. W tym samym roku został powołany do kadry na Puchar Konfederacji rozgrywany w Rosji.